# Amt Siek
Das Amt Siek ist ein Amt im Kreis Stormarn in Schleswig-Holstein. Dem Amt angehörig sind die nachfolgend fünf aufgeführten Gemeinden:
- Braak
- Brunsbek
- Hoisdorf
- Siek
- Stapelfeld